# Erik Larsen (remero)
Erik Christian Larsen (20 de febrero de 1928-10 de abril de 1952) fue un deportista danés que compitió en remo.
Participó en los Juegos Olímpicos de Londres 1948, obteniendo una medalla de bronce en la prueba de cuatro con timonel. Ganó dos medallas de oro en el Campeonato Europeo de Remo, en los años 1950 y 1951.

## Palmarés internacional
| Juegos Olímpicos   | Juegos Olímpicos      | Juegos Olímpicos  | Juegos Olímpicos   |
| Año                | Lugar                 | Medalla           | Prueba             |
| ------------------ | --------------------- | ----------------- | ------------------ |
| 1948               | Londres (Reino Unido) | Medalla de bronce | Cuatro con timonel |
| Campeonato Europeo |                       |                   |                    |
| Año                | Lugar                 | Medalla           | Prueba             |
| 1950               | Milán (Italia)        | Medalla de oro    | Scull individual   |
| 1951               | Mâcon (Francia)       | Medalla de oro    | Scull individual   |